# Os TF
El Os TF es un equipo de fútbol de Noruega que juega en la Tercera División de Noruega, la cuarta categoría de fútbol en el país.

## Historia
Fue fundado el 30 de julio de 1905 en la ciudad de Hordaland como un club multideportivo que también está representado en balonmano, atletismo y gimnasia. En 1919 la sección de fútbol es refundada como parcialmente independiente de la institución.
En 1975 juega por primera vez en la Tippeligaen tras ganar su grupo en la Adeccoligaen, pero descendió en esa temporada tras no poder ganar ninguno de los 22 partidos que jugó, consiguiendo solo 5 puntos y siendo una de las peores participaciones de un club en la Tippeligaen.

## Palmarés
- Adeccoligaen: 1

1974